# مؤسسه موسیقی کرتیس
مؤسسه موسیقی کرتیس (انگلیسی: Curtis Institute of Music) نام یک هنرستانِ موسیقیِ مشهور در شهر فیلادلفیا است.
در مؤسسه موسیقی کرتیس، دوره‌های کارشناسی، کارشناسی‌ارشد و دکترای موسیقی و اپرا ارائه می‌شود و یکی از معتبرترین مراکز آموزش عالی در ایالات متحده آمریکا بوده و احتمال و نرخ پذیرش دانشجو در آن، ۴٫۸٪ است.